# Адміністративний устрій Подільського району (до 2020 року)
Адміністративний устрій Подільського району — адміністративно-територіальний поділ Подільського району Одеської області на 18 сільських рад, які об'єднують 61 населений пункт та підпорядковані Подільській районній раді. Адміністративний центр — місто обласного значення Подільськ, що до складу району не входить.

## Список радПодільського району
| №  | Назва                          | Центр             | Населені пункти                                                                                                  | Площа км² | Місце за площею | Населення (2001), чол. | Місце за населенням | Розташування |
| -- | ------------------------------ | ----------------- | --- | --------- | --------------- | ---------------------- | ------------------- | ------------ |
| 1  | Борщівська сільська рада       | с. Борщі          | с. Борщі с-ще Борщі с. Дібрівка с. Зелений Кут                                                                   |           |                 |                        |                     |              |
| 2  | Бочманівська сільська рада     | с. Бочманівка     | с. Бочманівка |           |                 |                        |                     |              |
| 3  | Великофонтанська сільська рада | с. Великий Фонтан | с. Великий Фонтан с. Гидерим с. Малий Фонтан с. Миколаївка Перша                                                 |           |                 |                        |                     |              |
| 4  | Гоноратська сільська рада      | c. Гонората       | c. Гонората с. Затишшя                                                                                           |           |                 |                        |                     |              |
| 5  | Качурівська сільська рада      | c. Качурівка      | c. Качурівка с. Велика Кіндратівка с. Оброчне с. Поплавка                                                        |           |                 |                        |                     |              |
| 6  | Климентівська сільська рада    | c. Климентове     | c. Климентове с. Велике Бурилове с. Домниця                                                                      |           |                 |                        |                     |              |
| 7  | Косівська сільська рада        | c. Коси           | c. Коси с. Коси-Слобідка                                                                                         |           |                 |                        |                     |              |
| 8  | Куяльницька сільська рада      | c. Куяльник       | c. Куяльник с. Вестерничани с. Олександрівка с. Малий Куяльник                                                   |           |                 |                        |                     |              |
| 9  | Липецька сільська рада         | c. Липецьке       | c. Липецьке с. Казбеки                                                                                           |           |                 |                        |                     |              |
| 10 | Любомирська сільська рада      | c. Любомирка      | c. Любомирка с. Мурована                                                                                         |           |                 |                        |                     |              |
| 11 | Мардарівська сільська рада     | c. Мардарівка     | c. Мардарівка с. Перешори с. Топик                                                                               |           |                 |                        |                     |              |
| 12 | Нестоїтська сільська рада      | c. Нестоїта       | c. Нестоїта с. Нова Кульна с. Романівка                                                                          |           |                 |                        |                     |              |
| 13 | Новоселівська сільська рада    | c. Новоселівка    | c. Новоселівка с. Андріївка с. Гертопи с. Мала Олександрівка с. Розалівка с. Соболівка с. Федорівка с-ще Чубівка |           |                 |                        |                     |              |
| 14 | Олексіївська сільська рада     | c. Олексіївка     | c. Олексіївка с. Глибочок с. Миколаївка                                                                          |           |                 |                        |                     |              |
| 15 | Петрівська сільська рада       | c. Петрівка       | c. Петрівка с. Гор'ївка с. Мала Кіндратівка с. Мала Петрівка с. Степанівка                                       |           |                 |                        |                     |              |
| 16 | Ставківська сільська рада      | c. Ставки         | c. Ставки с. Вишневе с. Грекове Друге с. Грекове Перше с. Єфросинівка с. Кирилівка с. Новий Мир                  |           |                 |                        |                     |              |
| 17 | Станіславська сільська рада    | c. Станіславка    | c. Станіславка с. Падрецеве с. Ясинове                                                                           |           |                 |                        |                     |              |
| 18 | Старокульнянська сільська рада | c. Стара Кульна   | c. Стара Кульна                                                                                                  |           |                 |                        |                     |              |

* Примітки: м. — місто, с-ще — селище, смт — селище міського типу, с. — село